# Ash Wednesday
Ash Wednesday (dosłownie „środa popielcowa”) – klęska żywiołowa, która miała miejsce w południowo-wschodniej Australii 16 lutego 1983.  W ciągu 12 godzin wybuchło wówczas ponad 180 pożarów, które napędzane wiatrami o szybkości dochodzącej do 100 km/h spaliły ponad 4 tys. kilometrów kwadratowych w czasie tylko jednego dnia.  Do czasu pożarów w 2009 była to najtragiczniejsza klęska żywiołowa w dziejach Australii. W wyniku pożarów zginęło wówczas 75 osób, w tym 17 strażaków. Wiele osób zginęło w gwałtownych burzach ogniowych.
Pożary Ash Wednesday spowodowały znaczne straty materialne – spłonęło ponad 3700 budynków, a ponad 2500 zostało uszkodzonych. Zginęło ponad 340 tys. owiec, 17 tys. bydła oraz duża, ale nieznana liczba innych zwierząt, łączny koszt pożarów szacowany był na ok. 176 milionów ówczesnych dolarów australijskich (ok. 1,3 miliarda dolarów australijskich w 2009). Z pożarami walczyło ponad 130 tys. osób – strażaków, żołnierzy i wolontariuszy.